# Temporada 1927-1928 del Liceu
| Temporada 1927-1928 del Liceu |                                       |                                   |                    | |           |                         |
| Òpera                         | Compositor                            | Director musical                  | Director d'escena  | Papers principals | Producció | Dates                   |
| La ciutat invisible de Kitege | Nikolai Rimski-Kórsakov               | Albert Coates                     | Alexandre Sanine   | Constantin Kaidanoff, Theodore Ritch, Sandra Jacoleva, Helene Sadowen, Georges Jurenieff, Georges Possemkowsky, George Dowbrowsky, August Gonzalo, Conrad Giralt, Basile Braminoff, Nicola Lavretzky, Anne Militch, Antoniette Antonovitch, Granollers |           | 31 d'octubre            |
| Manon                         | Jules Massenet                        | Arturo Lucon                      | Filippo Dadò       | Vina Bovy, André Burdino, Aníbal Vela, Mercè Roca, Luigi Ceresol, Michele Fiore, Vicenç Gallofré, Emili Bastons, Granollers |           | 3 de novembre           |
| La ciutat invisible de Kitege | Nikolai Rimski-Kórsakov               | Albert Coates                     | Alexandre Sanine   | Kapiton Zaporójets, Theodore Ritch, Sandra Jacoleva, Helene Sadowen, Georges Jurenieff, Georges Possemkowsky, Constantin Kaidanoff, George Dowbrowsky                                                                                                  |           | 5 de novembre           |
| El conte del tsar Saltan      | Nikolai Rimski-Kórsakov               | Albert Coates                     |                    | Helene Ivony, Maria Davidoff, Sandra Jacoleva, Anne Militch, Georges Jurenieff, George Dowbrowsky, Constantin Kaidanoff, Antoniette Antonovitch, Helene Yvanova, Bochkovitch, Nicola Lavretzky, Basile Braminoff                                       |           | 10 de novembre          |
| Werther                       | Jules Massenet                        | Arturo Lucon                      | Filippo Dadò       | André Burdino, Luigi Ceresol, Conrad Giralt, Vicenç Gallofré, Josep Jordà, Emili Bastons, Ielena Sadoven |           | 12 i 15 de novembre     |
| Rigoletto                     | Giuseppe Verdi                        | Arturo Lucon                      | Filippo Dadò       | Miguel Fleta, Benvenuto Franci, Maria Gentile, Aníbal Vela, Elena Lucci, Mercè Roca, Sofia Vergé, Benvenuto Franci, Michele Fiore, Granollers, Vicenç Gallofré, Emili Bastons                                                                          |           | 19, 24 i 27 de novembre |
| La traviata                   | Giuseppe Verdi                        | Arturo Lucon                      | Filippo Dadò       | Vina Bovy, André Burdino, Apollo Granforte, Elena Lucci, Mercè Roca, Vicenç Gallofré, Conrad Giralt, Josep Jordà, Michele Fiore |           | 22 de novembre          |
| La nit de maig                | Nikolai Rimski-Kórsakov               | Albert Coates                     | Theoffan Pawlovsky | Maria Davidoff, Anne Militch, Constantin Kaidanoff, Theodore Ritch, Georges Jurenieff, Antoniette Antonovitch, George Dowbrowsky, Nicola Lavretzky, Helene Yvanova, Elena Lucci, Fonny                                                                 |           | 23 de novembre          |
| La bohème                     | Giacomo Puccini                       | Arturo Lucon                      |                    | Vina Bovy, André Burdino |           | 29 de novembre          |
| Marina                        | Emilio Arrieta                        | Josep Sabater                     | Rafael Moragas     | Maria Gentile, Mercè Roca, Miguel Fleta, Apollo Granforte, Aníbal Vela, Josep Jordà, Emili Bastons |           | 30 de novembre          |
| Borís Godunov                 | Modest Mússorgski                     | Albert Coates                     | Theoffan Pawlovsky | Feodor Chaliapine, Stephan Bielina, Georges Possemkowsky, Helene Sadoven, Maria Davidoff, Helene Yvanova, Antoniette Antonovitch, Constantin Kaidanoff, George Dowbrowsky, Basile Braminoff, Nicola Lavretzky, Conrad Giralt, Carlo Ballardini         |           | 3 de desembre           |
| Madama Butterfly              | Giacomo Puccini                       | Arturo Lucon                      | Filippo Dadò       | Gilda Dalla Rizza, Filippo Santagostino, Elena Lucci, Sofia Vergé, Luigi Ceresol, Vicenç Gallofré, Michele Fiore, Emili Bastons, Gabriel Granollers |           | 6, 10, 15 de desembre   |
| Carmen                        | Georges Bizet                         | Arturo Lucon                      | Filippo Dadò       | Giuseppina Zinetti, Miguel Fleta/André Burdino, Apollo Granforte, Vina Bovy, Elena Lucci, Michele Fiore, Mercè Roca, Josep Jordà, Vicenç Gallofré, Emili Bastons                                                                                       |           | 7 de desembre           |
| Ivan el Terrible              | Nikolai Rimski-Kórsakov, A. Zabinskij | Albert Coates                     | Theoffan Pawlovsky | Feodor Chaliapine, Constantin Kaidanoff, Helene Yvanova, Antoniette Antonovitch, Anne Militch, Georges Possemkowsky, Capiton Zaporojetz, Basile Braminoff                                                                                              |           | 15 de desembre          |
| Die Walküre                   | Richard Wagner                        | Max von Schillings, Josep Sabater |                    | Helene Ivoni, Helene Smirnova, Giuseppina Zinetti, Widdop, Georges Lanskoy, Constantin Kaidanoff, Helene Yvanova, Anne Militch, Sofia Vergé, Antoniette Antonovitch, Carme Bau Bonaplata, Elena Lucci, Dolors Durand, Mercè Roca                       |           | 21 de desembre          |
| Mefistofele                   | Arrigo Boito                          | Arturo Lucon                      | Filippo Dadò       | Gilda Dalla Rizza, Elena Lucci, Miguel Fleta, Feodor Chaliapine, Vicenç Gallofré |           | 23 de desembre          |
| Aida                          | Giuseppe Verdi                        | Arturo Lucon                      | Filippo Dadò       | Tina Poli-Randaccio, Giuseppina Zinetti, Aroldo Lindi, Apollo Granforte, Aníbal Vela, Michele Fiore, Vicenç Gallofré |           | 25 de desembre          |
| Tosca                         | Giacomo Puccini                       | Arturo Lucon                      |                    | |           | 1 de gener              |
| El rapte en el serrall        | Wolfgang Amadeus Mozart               | Eugen Szenkar                     | Max Hoffmuller     | Fritzi Jokl, Marta Schellenberg, Helge Rosswaenge, Carlo Seidel, Leo Schutzendorf, Hermann Wiedemann |           | 3 de gener              |
| La Gioconda                   | Amilcare Ponchielli                   | Arturo Lucon                      | Filippo Dadò       | Tina Poli-Randaccio, Giuseppina Zinetti, Elena Lucci, Aroldo Lindi, Apollo Granforte, Aníbal Vela, Carlo Ballardini, Josep Jordà, Emili Bastons, Granollers                                                                                            |           | 4 de gener              |
| El cavaller de la rosa        | Richard Strauss                       | Eugen Szenkar                     | Max Hoffmuller     | Maria Hussa, Claire Born, Ernestina Farber-Strasse, Carlo Seidel, Leo Schutzendorf, Hermann Wiedemann, Mercè Roca, Vicenç Gallofré, Conrad Giralt, Carlo Ballardini, Sofia Vergé, Elena Lucci, Dolors Durand                                           |           | 10 de gener             |
| Els mestres cantaires         | Richard Wagner                        | Max von Schillings                | Max Hoffmuller     | Maria Hussa, Joseph Groenen, Hermann Wiedemann, Fritz Krauss, Carlo Seidel, Hermann Marowsky, Alfredo Borchart, Lydia Kindermann, Vicenç Gallofré, Conrad Giralt, Josep Jordà, Carlo Ballardini, Riera, Ligozzi, Michele Fiore, Granollers             |           | 14 de gener             |
| Otello                        | Giuseppe Verdi                        | Arturo Lucon                      | Filippo Dadò       | Maria Pola Puecher, Elena Lucci, Pedro Lafuente, Apollo Granforte, Aníbal Vela, Vicenç Gallofré, Carlo Ballardini, Josep Jordà, Granollers |           | 18 de gener             |
| Mona Lisa                     | Max von Schillings                    | Max von Schillings                | Otto Erhardt       | Maria Hussa, Joseph Groenen, Marta Schellenberg, Steffy Domes, Curt Taucher, Elena Lucci, Carlo Seidel, Vicenç Gallofré, Conrad Giralt, Josep Jordà, Michele Fiore                                                                                     |           | 19 de gener             |
| Siegfried                     | Richard Wagner                        | Max von Schillings                |                    | |           | 24 de gener             |
| Samson et Dalila              | Camille Saint-Saëns                   | Arturo Lucon                      |                    | |           | 1 de febrer             |
| Tristan und Isolde            | Richard Wagner                        | Max von Schillings                | Otto Erhardt       | Curt Taucher, Hermann Marowski, Beatrice Sutter-Kottlar, Herbert Janssen, Josep Jordà, Lydia Kindermann, Vicenç Gallofré, Conrad Giralt |           | 4 de febrer             |
| La Princesa Margarida         | Jaume Pahissa                         | Jaume Pahissa                     |                    | Carme Bau Bonaplata, Concepció Callao, Apollo Granforte, Aníbal Vela, Joan Rosich, Josep Jordà, Conrad Giralt |           | 8 de febrer             |